# Geoff Dunn
Geoff Dunn (Londra, 26 febbraio 1961) è un batterista, cantante e compositore britannico noto per aver fatto parte della Manfred Mann's Earth Band ed essere attuale membro dei Procol Harum.

## Carriera
Inizia la carriera suonando in alcune band minori, ma acquisisce popolarità nel 2002 quando entra a far parte della Manfred Mann's Earth Band. Nel 2006 diventa batterista della band rock progressivo londinese dei Procol Harum. Ha inoltre collaborato con Van Morrison e Tom Jones.